# 퍼시픽 코스트 리그
퍼시픽 코스트 리그(Pacific Coast League)은 1903년 창설된 미국 서부와 남동부, 그리고 중서부의 트리플 A 마이너 리그이다.

## 팀
| 아메리칸 컨퍼런스 | 아메리칸 컨퍼런스             | 아메리칸 컨퍼런스                   | 아메리칸 컨퍼런스             | 아메리칸 컨퍼런스      | 아메리칸 컨퍼런스                        |
| 디비전            | 팀                            | MLB 팀                              | 연고지                        | 홈구장                 | 홈페이지                                 |
| ----------------- | ----------------------------- | ----------------------------------- | ----------------------------- | ---------------------- | ---------------------------------------- |
| 노스              | 콜로라도 스프링스 스카이 삭스 | 밀워키 브루어스                     | 콜로라도 스프링스, 콜로라도   | 시큐어리티 서비스 필드 | 홈페이지 보관됨 2015-10-31 - 웨이백 머신 |
| 노스              | 아이오와 컵스                 | 시카고 컵스                         | 디모인, 아이오와              | 프린시플 파크          | 홈페이지 보관됨 2014-09-29 - 웨이백 머신 |
| 노스              | 오클라호마 시티 다저스        | 로스앤젤레스 다저스                 | 오클라호마 시티, 오클라호마   | 치카소 브릭타운 볼파크 | 홈페이지                                 |
| 노스              | 오마하 스톰 체이서스          | 캔자스시티 로열스                   | 파필리온, 네브래스카          | 워너 파크              | 홈페이지 보관됨 2015-10-19 - 웨이백 머신 |
| 사우스            | 멤피스 레드버즈               | 세인트루이스 카디널스               | 멤피스, 테네시                | 오토존 파크            | 홈페이지 보관됨 2015-10-10 - 웨이백 머신 |
| 사우스            | 내슈빌 사운즈                 | 오클랜드 어슬레틱스                 | 내슈빌, 테네시                | 퍼스트 테네시 파크     | 홈페이지                                 |
| 사우스            | 뉴올리언스 제퍼스             | 마이애미 말린스                     | 메타리,루이지애나             | 제퍼 필드              | 홈페이지                                 |
| 사우스            | 라운드 록 익스프레스          | 텍사스 레인저스                     | 라운드 록, 텍사스             | 델 다이아몬드          | 홈페이지                                 |
| 퍼시픽 컨퍼런스   |                               |                                     |                               |                        |                                          |
| 디비전            | 팀                            | MLB 팀                              | 연고지                        | 홈구장                 | 홈페이지                                 |
| 노스              | 프레즈노 그리즐리스           | 휴스턴 애스트로스                   | 프레즈노, 캘리포니아          | 처챈시 파크            | 홈페이지                                 |
| 노스              | 리노 에이스                   | 애리조나 다이아몬드백스             | 리노, 네바다                  | 에이스 볼파크          | 홈페이지                                 |
| 노스              | 새크라멘토 리버캐츠           | 샌프란시스코 자이언츠               | 웨스트 새크라멘토, 캘리포니아 | 라이더 필드            | 홈페이지                                 |
| 노스              | 터코마 레이니어스             | 시애틀 매리너스                     | 터코마, 워싱턴                | 체니 스타디움          | 홈페이지                                 |
| 사우스            | 앨버커키 아이소토프스         | 콜로라도 로키스                     | 앨버커키, 뉴멕시코            | 아이소토프스 파크      | 홈페이지                                 |
| 사우스            | 엘패소 치와와스               | 샌디에이고 파드리스                 | 엘패소, 텍사스                | 뉴 엘패소 볼파크       | 홈페이지                                 |
| 사우스            | 라스베가스 피프티원스         | 뉴욕 메츠                           | 라스베이거스, 네바다          | 캐시맨 필드            | 홈페이지                                 |
| 사우스            | 솔트 레이크 비즈              | 로스앤젤레스 에인절스 오브 애너하임 | 솔트레이크시티, 유타          | 스프링 모빌 볼파크     | 홈페이지                                 |